# مقامات صحراوية (مسلسل)
مقامات صحراوية هو مسلسل سوري تاريخي وثائقي من إنتاج شركة (ديار وافكار) سيناريو وحوار مهدي إبراهيم يانس عن قصة محمد بن ناصر العبودي، يقع المسلسل في 15 حلقة وهو كوميدي اجتماعي.

## ملخص المسلسل
تدور احداث المسلسل بأسلوب المقامات التي تسير حبكتها واحداثها بشكل متجدد وكما يرويه الراوي (ابوناصر النجدي) عن (ابي زيد الخيالي) وينتقل في روايته من حدث الي حدث يتناول فيها قصصا طريفة تجذب السامعين والمشاهدين لما فيها من تشويق في احداثها وجمال في صياغتها.
يفكر (أبو زيد) في الانتقال من الحضر الي البادية بعد ان سمع ان الناس في الصحراء لا يدفعون اجرة للبيوت التي يسكنونها ولا يكون لهم جيران يضايقونهم لانهم يفارقونهم متي شاؤوا، ويحملون بيوتهم معهم اينما ساروا ويعيشون في راحة بال خاصة تجود السحب بالامطار وتزهر الاعشاب، يجتمع الناس حول ابي زيد ويتهمونه بالجنون ويضربونه حتي تخرج الجنية وتتواصل الاحداث بين ابي زيد وزوجته تصاعدا في الخلاف والشجار حتي يكاد يفقد عقله.
إذا المسلسل عبارة عن ابتسامات عذبة وصياغة محببة الي قلوب الناس من حكايات صحراوية بأسلوب المقامات الجميلة.. فهل وفق مخرجه في ايصاله الي الناس.. بعد ان اختار أفضل النجوم منهم زيناتي قدسية. ودينا هارون ونادين وحسن دكاك واخرون؟.

## قصة المسلسل
يفكر أبو زيد الخيالي في الانتقال من الحضر إلى البادية بعد أن سمع أن الناس في الصحراء لا يدفعون أجرة للبيوت التي سيكوننها ولا يكون لهم جيران يضايقونهم لأنهم يفارقوهم متى شاؤوا ويحملون بيوتهم معهم أينما ساروا ويعيشون في راحة بالخاصة حين تجود السحب بالأمطار وتزهر الأعشاب وفكر«أبو زيد» في أن يعمل بالتجارة في أرض البدو ليكسب الضعف ضعفين فليس هناك من يزاحمه في البيع والشراء من التجارة ويتخيل «أبو زيد» بعد أن جمع ماله واشترى إبلا قام بتسمينها وصار يحدو بها ويناديها بأعلى صوته وهو بين النائم واليقظان.(دو هي دو هي يا بليهان) فاستيقظت زوجته «أم زيدان» من نومها مذعورة صائحة يا أيها الجيران.. أبو زيد قد أصابه مس من الجان... فاسرعوا أسرعوا.. النجدة قبل أن يقتلني وقد اقبل جيرانه يركضون كما يركض العير وقال عنهم أبو زيد: وكان جيراني القاصي منهم والداني إن الخير اخفوه ‘ وإن علموا شره أذاعوه وإن لم يفعلوا كذبوا.
وحين يجتمع الناس حول أبي زيد قال قائل منهم فيه جان نضربه بالسياط حتى يخرج.. ومنهم نربطه برباط..وقال آخر بل نقيده ونضربه ونجمع له العلاج.
وربطه بحبال وثيقة وكل صراخه لم ينفعه وصاحوا اسمعوا لهذا الجنية التي حلت فيه وصاروا يضربونه حتى تخرج منه الجنية.. ولم ينجح منهم إلا بالحيلة ثم تتواصل الأحداث بين أبي زيد وزوجته تصاعجداً في الخلاف والشجار وبين بعض الناس حتى كان يفقد عقله. ثم يأتيه رجل عاقل يحل له مشكلته وبعدها يدخل في مشكلة أخرى وتتولى المقامات في أحداثها وشخصياتها المتجددة لتعرض لنا مشكلات تتم معالجتها بابتسامات عذبة وصياغة محببة إلى قلوب المشاهدين من حكايات صحراوية باسلوب المقامات.

## الممثلون
- زيناتي قدسية
- عبد الرحمن أبو القاسم
- فيصل العيسى
- صالح الحايك
- فاروق الجمعات
- جمال نصار
- واصف الحلبي
- مأمون الفرخ
- فاتن شاهين
- أحمد الحسن
- لورا أبو أسعد
- سعيد الأغا
- محمد خير الجراح
- تولاي هارون
- إيمان عبد العزيز
- عبد الرحمن عيد
- علي القاسم
- ميشيل نعمة
- ملك مرقدة
- داود شامي
- سوزان سكاف
- سليم شريقي[3]